# Stazione di Heiligensee
La stazione di Heiligensee è una stazione ferroviaria di Berlino, sita nell'omonimo quartiere.

## Movimento
La stazione è servita dalla linea S 25 della S-Bahn.

## Interscambi
- Fermata autobus